# Stufa in maiolica

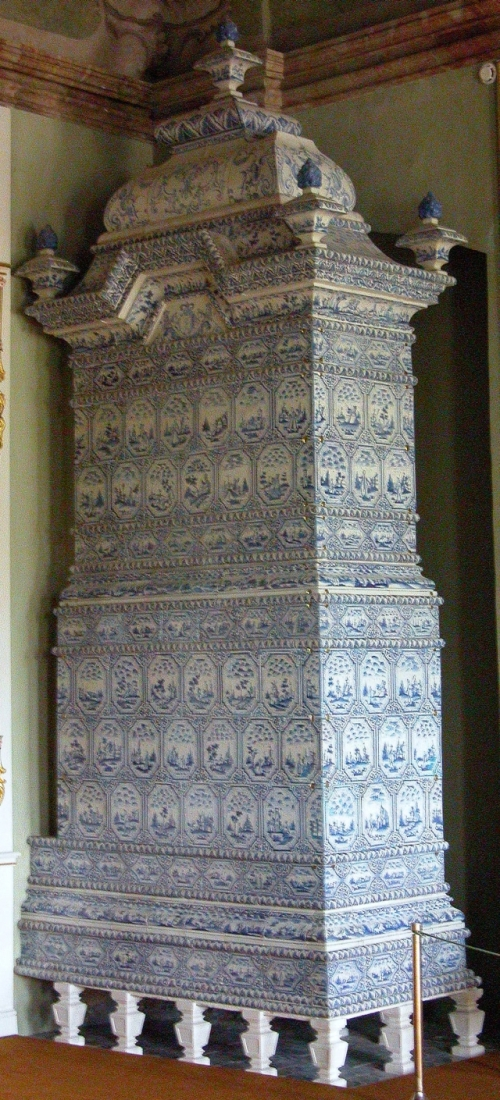
stufa a maiolica del 1700 nel Palazzo di Rundāle

La stufa in maiolica è un particolare tipo di stufa anche detta ad accumulo, costruita in materiale refrattario e rivestita in maiolica che, a differenza delle altre stufe che scaldano l'aria, scalda per irraggiamento e funziona a biomasse legnose. Il calore prodotto dal fuoco nella camera di combustione, si accumula nel materiale refrattario di cui è costruita e rivestita la stufa e viene poi rilasciato gradualmente nell'arco di 5/8 ore. Per questo motivo le stufe ad accumulo non necessitano di continua alimentazione ma vengono accese in genere una o due volte al giorno. 

## Caratteristiche
Internamente è costituita da tre principali strutture: la camera di combustione dove viene posizionata la legna e dove avviene la combustione, il cui volume è direttamente proporzionale alla potenza termica della medesima; una serpentina di sezione variabile costituita sempre in materiale refrattario attraverso cui passa il fumo derivante dalla combustione; un rivestimento in formelle di maiolica.
Il fumo entra nella serpentina con una temperatura di circa 600° per uscirne ad una temperatura di 150°-120° circa. La serpentina può avere due tipi di sviluppo:
- orizzontale, in cui i piani diminuiscono d'altezza nell'allontanarsi dalla camera di combustione, e analogamente diminuiscono gli spessori dei divisori. L'ultimo piano termina nel camino. Questo sistema necessita di aperture per la pulizia dei piani, altrimenti è necessario smontare il cappello e alcuni elementi dei piani per la manutenzione periodica.
- verticale, in cui le dimensioni dei canali verticali diminuiscono con il percorso fatto dal fumo, ed analogamente diminuiscono gli spessori dei divisori. Non sono necessarie aperture per la pulizia, l'interno si sporca molto meno e normalmente la fuliggine cade sul fondo. Tramite dispositivi metallici è possibile ridurre temporaneamente il percorso dei fumi per facilitare l'accensione in giornate di bassa pressione. Questa tecnica permette eventualmente di riscaldare anche elementi più bassi della camera di combustione, come per esempio delle panche. Il cappello di queste stufe, per ragioni di sicurezza, deve essere più leggero. Un uso errato della stufa, con una prematura totale chiusura dell'aria, in particolari circostanze, può creare gas infiammabile che talvolta genera un ritorno di fiamma. Per questo è prudenziale prevedere uno sfogo verso l'alto che riduca i danni alla stufa e salvaguardi l'utente incauto.

Le formelle di maiolica devono essere perfettamente accostate e legate fra loro da più ganci metallici. All'interno devono essere accuratamente ricoperte d'argilla mescolata a sabbia non troppo sottile. L'essiccazione deve avvenire in modo lento e naturale che può durare mesi. Oggi si utilizzano anche cementi particolari, studiati per le alte temperature; per fugare le maioliche vengono usati sigillanti siliconici, sempre per alte temperature e nei colori desiderati.

## Storia
Sembra ormai certo che le attuali stufe in maiolica derivino direttamente dai forni per il pane; i più antichi ritrovati sono del 2500 a.C. Questi erano costituiti da una struttura di rami flessibili intrecciati e ricoperti in argilla con una forma a cunicolo, con l'apertura chiusa da una lastra di pietra. Nel tempo questa tecnica costruttiva si è evoluta, ma ancora oggi si possono trovare dei modelli che, oltre ad essere usati per il riscaldamento, si possono usare come forno o come scalda vivande.
Nel Volkskunstmuseum di Innsbruck si può trovare la ricostruzione di un'antica stufa contadina del XVI secolo proveniente da Rasun di Sopra nella Val Pusteria.
Per la costruzione delle stufe oltre all'argilla è stata usata la steatite, che ancora oggi alcuni montatori dell'Alto Adige utilizzano, soprattutto nelle zone curve attorno alla bocca da fuoco. Questa roccia, oltre ad essere particolarmente lavorabile, ha un'ottima resistenza alle alte temperature.
Con la comparsa e la diffusione della maiolica le stufe iniziarono ad acquisire la morfologia attuale. I primi pannelli radianti erano delle pignatte inserite nella struttura d'argilla. Con il tempo le forme delle pignatte cambiarono dal cilindrico verso forme più squadrate che permettevano di diminuire gli spazi in argilla ed aumentare la parte radiante in maiolica. Persisteva sempre la forma concava molto pronunciata per aumentare la superficie. Già nel periodo gotico esternamente le stufe erano completamente in maiolica, per ragioni estetiche la forma concava era ridotta e sostituita da motivi e guglie tipici dello stile dell'epoca.

## Utilizzo
Queste stufe sono costruite per una combustione lenta, pertanto non vanno mai alimentate con molta legna di piccole dimensioni perché genererebbero un falò, portando ad una rapida dilatazione con sicure rotture nei punti critici, ed alla deformazione dei congegni metallici utilizzati per facilitare l'accensione nelle giornate di bassa pressione. Le stufe di grandi dimensioni necessitano di due o tre giornate per entrare in temperatura. La prima accensione stagionale deve essere modesta e gradatamente maggiore fino al raggiungimento delle normali condizioni d'esercizio. Se il tiraggio del camino non è ottimale, è consigliato scegliere una giornata di alta pressione con temperature esterne decisamente inferiori alla temperatura interna dei locali. Per esempio alla mattina presto di una giornata di sole. Questo perché il flusso naturale d'aria calda del locale che esce dal camino aiuta i fumi molto più freddi del solito ad uscire correttamente.
La legna deve essere assolutamente secca, per sicurezza sarebbe meglio non usare la legna acquistata lo stesso anno. La combustione di legna ancora verde genera uno strato vetroso di fuliggine, di spessore maggiore con l'allontanarsi dalla camera di combustione, che isola i perimetri riducendo notevolmente il riscaldamento dei locali. Il deposito continuato di fuliggine vetrificata derivante dall'uso in più stagioni di legna verde può portare allo restringimento del collegamento tra stufa e canna fumaria, che ne pregiudica gravemente il funzionamento e la sicurezza. Per rimuovere lo strato vetroso è necessario un'azione meccanica decisa, prima battendo per rompere lo strato vetroso e dopo grattando con spazzola metallica o spatola. Sarà necessario rimuovere il cappello della stufa, ed ispezionare anche i piani inferiori delle stufe a serpentina orizzontale. Se la superficie vetrosa si trova anche nei piani bassi sarà necessario rimuovere parte dei divisori orizzontali. Prima della successiva accensione l'argilla utilizzata per sigillare i ripristini dovrà essiccare adeguatamente.